# أتنافو أباته
أتنافو أباته هو رأس اللجنة العسكرية التي أطاحت بالإمبراطور هيلي سلاسي في أثيوبيا والتي عرفت بالدرغ أعدمه منجستو في 13/من نوفمبر/1977م بعد فشله في المعارك التي كان يخوضها ضد جيش التحرير الإرتري الذي كان يحاصر العاصمة أسمرا منذ العام 1975م وكانت على وشك السقوط على يد جبهة التحرير الإرترية فكتب أطنافو أباتي مطالبا بحل القضية الإرترية سياسيا لأن الحل العسكري مستحيل فأستدعي من أسمر حيث كان يقود الفرق الثانية في الجيش الأثيوبي والمنتشرة في إرتريا والتي كانت على وشك الهزيمة إلى العاصمة أديس أبابا وأعدم.